# Incubator
Incubator ist eine deutsche Death-Metal-Band, die 1989 von Michael Hahn im ostholsteinischen Grube gegründet wurde.

## Bandgeschichte
1991 veröffentlichte Incubator ihr Debütalbum Symphonies of Spiritual Cannibalism. 1992 folgte bei West Virginia Records das zweite Album McGillroy, the Housefly über den als Fliege wiedergeborenen, aber in sein altes Leben zurück wollenden, Protagonisten des Vorgängeralbums.
1993 zerbrach die Originalbesetzung. Songschreiber Michael Hahn verließ zusammen mit dem Bassisten Steve Becker und dem Schlagzeuger Dominique die Band. Sänger Chris Mummelthey und Gitarrist Sven Schade führten Incubator mit dem Schlagzeuger Kim Sievers und Bassist Marcel Wroblewski fort.
Im selben Jahr entstand wieder im Stage One Studio mit der neuen Besetzung das dritte Album Hirnnektar. 1995 beging Gründungsmitglied Dominique Thomsen Suizid.

### Reunion 1998 und Split
1998 spielte Chris Mummelthey mit Marcel Wroblewski, der an die E-Gitarre gewechselt war, sowie Stefan Hoppe, Michael May und Steffan Volkmann eine neue Incubator-Platte mit dem Namen MCMETALXCVIII ein. Produzent war Michael Hahn.
Erneute Streitigkeiten um den Bandnamen führten schließlich wieder zum Zerwürfnis. Chris Mummelthey verließ die Band und gründete ein Projekt namens The Sixth Incubator. Die restlichen Musiker blieben zunächst unter dem Namen Incubator weiter aktiv und veröffentlichten im Jahr 2001 das Album Divine Comedy.
Nachdem 2002 die Namensrechte Chris Mummelthey zuerkannt wurden, nannte sich die verbliebene Band in Inc um. Beide Projekte führten eine Co-Existenz und nutzten das Internet und Interviews, um sich wechselseitig die legitime Nachfolge von Incubator abzusprechen.

### Nach dem Split
Chris Mummelthey veröffentlichte zusammen mit dem Gitarristen und Programmierer Stefan Schunke als The Sixth Incubator drei Platten: Live-Reincarnation-Ground-Zero (2002), The Skullcrusher-Sessions EP (2003) und Inphonoir (2003). Ende des Jahres 2003 gab er seinen Rückzug aus dem Musikgeschäft bekannt. Im Mai 2004 kündigte er jedoch ein neues Projekt namens Eli Van Terror mit dem ehemaligen Incubator-Gitarristen Sven Schade an, das aber ohne Veröffentlichungen blieb. The Sixth Incubator steuerte 2004 einen Track zum Filmprojekt Damatus bei.
Inc veröffentlichte im Jahr 2004 das Album Moribund, dessen Songs wiederum von Michael Hahn geschrieben und produziert worden waren.

### Reunion 2006
2006 reformierte Chris Mummelthey die Band erneut. Im gleichen Jahr tourte Incubator unter anderem mit Cradle of Filth und Death by Dawn. 2008 veröffentlichte Incubator dann das neue Album lieBISSlieder.

### 2014
Im Mai 2014 gingen die Namensrechte wieder an das Gründungsmitglied Michael Hahn über. Die Arbeiten zu einem neuen Longplayer begannen im Sommer 2014.

## Musikstil
Incubator bediente sich bei ihrem Debütalbum Symphonies Of Spiritual Cannibalism eines mittelschnellen Death-Metal-Stils in der Schnittmenge zwischen Doom Metal und schnelleren Death-Metal-Passagen, das von Frank Albrecht im Rock Hard Nr. 56 als „überdurchschnittliches, nicht unorginelles“ Debütwerk bezeichnet wurde. Ingo Lucker vom Horror Infernal fühlte sich durch die getragenen Passagen, den sich der jeweiligen Lied-Atmosphäre anpassenden Gesang und die Death-untypischen Einlagen in unterschiedliche Stimmungen versetzt. Mit McGillroy, the Housefly experimentierte die Gruppe mit anderen Einflüssen und übernahm vermehrt Death-Metal-untypische Elemente. Mit Hirnnektar und MCMETALXCVIII löste sich die Gruppe endgültig vom Death Metal und übernahm einen an Voivod erinnernden Thrash-Metal-Sound, der oft auch als Groove Metal bezeichnet wurde. Divine Comedy, das letzte Album vor dem Split, dagegen bedient sich des Gothic-Metal- und Doom-Metal-Stils, angelehnt an Gruppen wie Type O Negative, Fields of the Nephilim und Crowbar. Nach der Reunion griff man wieder auf den Death-Metal-Stil der Debütwerke zurück.

## Diskografie
- 1991: Symphonies of Spiritual Cannibalism
- 1992: McGillroy, the Housefly
- 1993: Hirnnektar
- 1998: MCMETALXCVIII
- 2001: Divine Comedy
- 2008: lieBISSlieder